# Parental Control (programma televisivo)
Parental Control è un reality show prodotto da MTV. Nel reality i genitori di un adolescente cercano di convincere quest'ultimo a lasciare il proprio/a fidanzato/a e provare ad uscire con altri due ragazzi/e selezionati proprio da suo padre e dalla sua mamma.
La versione italiana è partita su MTV Italia il 10 novembre 2006: il meccanismo di gioco è uguale a quello degli Stati Uniti.